# هيلين غريس سكوت كينان
هيلين غريس سكوت كينان (بالإنجليزية: Helen G. Scott)‏ هي جاسوسة ومقدمة تلفزيونية أمريكية، ولدت في 16 يونيو 1915 في بروكلين في الولايات المتحدة، وتوفيت في 20 نوفمبر 1987 في باريس في فرنسا.

## وصلات خارجية
- هيلين غريس سكوت كينان على موقع IMDb (الإنجليزية)
- هيلين غريس سكوت كينان على موقع قاعدة بيانات الفيلم (الإنجليزية)